# Woodcroft
Woodcroft – wieś w Anglii, w hrabstwie Gloucestershire, w dystrykcie Forest of Dean. Leży 37 km na południowy zachód od miasta Gloucester i 177 km na zachód od Londynu.